# Pornochanchada
Pornochanchada era un gènere del cinema del Brasil. El terme, resultat de la unió de les paraules "porno" amb "chanchada" (en portuguès, "comèdia"), va servir per classificar un tipus de pel·lícula que es va començar a produir en la transició als anys setanta, que, a causa d'una confluència de factors econòmics i culturals, especialment amb l'alliberament de costums, va produir una nova tendència en el camp cinematogràfic en el qüestionament de costums i en l'exploració de l'erotisme. Producte cultural típicament brasiler, la pornochanchada va tenir un gran èxit comercial al país al llarg dels anys setanta, malgrat el baix cost de les seves produccions, realitzades principalment a Boca do Lixo.
El gènere va estar molt influït per la Commedia sexy all'italiana, especialment aquelles amb un contingut eròtic, per la reinterpretació de la tradició de Rio de Janeiro de la comèdia popular urbana i per l’insinuant erotisme de les pel·lícules de São Paulo a finals dels anys seixanta. Tot i que es tractava d'una etiqueta utilitzada indistintament per treballs mal acabats o elaborats, la pornochanchada tenia com a característica sorprenent el desenvolupament de guions amb èmfasi en situacions eròtiques, malícia i acudits i la prioritat en l'exposició anatòmica femenina, una fórmula cinematogràfica que va conquerir ràpidament grans porcions del mercat brasiler. Combinant títols amb un doble significat, les trames solien utilitzar temes com la virginitat, la conquesta de l’amor i l’adulteri, entre d'altres.
Per a molts dels seus crítics, les pornochanchadas eren atractives, crues i vulgars, i es beneficiaven del gran control sobre la producció i la informació culturals durant la dictadura militar brasilera. Sectors més conservadors i moralistes de la societat van organitzar fins i tot campanyes contra la projecció de pel·lícules i centenars d’aquestes van rebre retallades dels censors federals.Altres van defensar el fet que el gènere va liderar una marcada fase de comercialització del cinema brasiler entre mitjans dels anys setanta. Una pel·lícula famosa d’aquest tipus és A Dama do Lotação, que és la quarta taquilla més gran de la història del cinema brasiler, amb 6,5 milions d’espectadors.Aquest gènere (juntament amb el drama eròtic) és el responsable de la frase "el cinema nacional només és una prostituta".
La desaparició de pornochanchada es va produir a principis de la dècada següent, tant pel seu esgotament temàtic com pel seu declivi davant l’auge de la pornografia hardcore, que va posar fi als més o menys 15 anys d’existència del gènere popular genuïnament brasiler.

## Història

### Inicis
Segons l' Enciclopédia do Cinema Brasileiro, la pornochanchada va tenir el seu inici en obres com "Os paqueras" (de Reginaldo Faria), "Memórias de um gigolô" (d'Alberto Pieralisi) i "Adultério à brasileira" (de Pedro Carlos Rovai), pel·lícules realitzades a Rio de Janeiro. Entre 1969 i 1972, en la que es pot considerar la primera fase de producció del gènere, la pornochanchada va comptar amb la presència de productors i directors amb més experiència, quan es van produir comèdies eròtiques, prestant atenció a la composició del repartiment, a l'eficiència de la direcció i la concepció del guió (entre alguns col·laboradors, hi havia autors com Lauro César Muniz i Oduvaldo Viana Filho).

### Ascens i apogeu

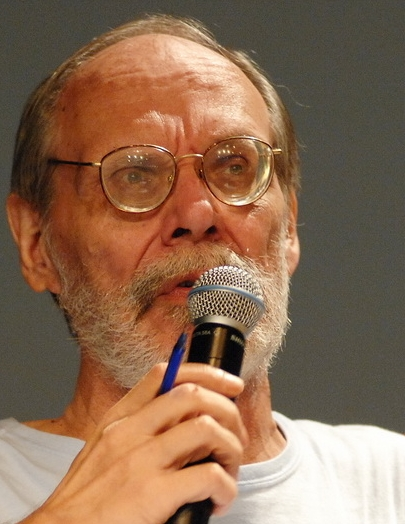
Ell director Carlos Reichenbach està especialitzat en produccions més experimentals

Però va ser en un segon moment que, des de la regió del barri de Luz més concretament en un lloc que es deia convencionalment Boca do Lixo, el gènere va guanyar terreny fèrtil per créixer i consolidar-se. Amb l’aparició de nous directors i una producció de pel·lícules considerable i cada vegada més diversa, incloses algunes obres que es poden reconèixer les qualitats, la pornochanchada va representar una època daurada pel que fa al mercat del cinema nacional entre els anys 1972 i 1978. Entre les 25 millors taquilles del 1970 al 1975, nou eren pel·lícules pornochanchada, encapçalades pel rècord de taquilla "A Viúva Virgem" (de Pedro Carlos Rovai).
En aquesta etapa, dins de la mateixa pornochanchada, van sorgir diversos subgèneres, amb títols que exploraven el drama, policíac, el terror, el westernl i fins i tot experimental, a més dels que intensificaven la seva vessant còmica o eròtica. Sorgirà la producció de directors com Carlos Reichenbach, Ody Fraga, Roberto Mauro, Fauzi Mansur, Jean Garret, Cláudio Cunha, José Miziara i Silvio de Abreu, entre d'altres, així com els directors de fotografia Cláudio Portioli i Antônio Meliande, el muntador Eder Mazzini i el guionista Rajá de Aragão, així com les productores Servicine (de Alfredo Palácios i A. P. Galante) i Cinedistri (d'Osvaldo Massaini).
Gràcies a la capacitat de mantenir un públic prou ampli per donar suport a la continuïtat del gènere a la taquilla, la pornochanchada va proporcionar una relació harmònica entre productors, distribuïdors i grups expositors (molts dels quals també estaven associats amb productors), a diferència del que va passar en períodes anteriors del cinema brasiler, a excepció de l'era dels chanchadas als anys cinquanta. Va aconseguir diversos èxits comercials al mercat cinematogràfic brasiler, malgrat les parts moralistes de la societat i els crítics de la censura, escandalitzats per les seves maneres antipàtiques i els seus estàndards de dubtós gust. Hi havia diversos pretextos per desencadenar campanyes sorolloses a la societat civil i al Congrés Nacional del Brasil, a més de que la censura federal havia vetat escenes de centenars de pornochanchadas.
Altres incomodats per la pornochanchada eren els grans distribuïdors nord-americans, descontents amb les grans quantitats de títols nacionals i la conquesta amb èxit d’una part del mercat nacional. Pel que fa a l’ocupació del mercat nacional, les pel·lícules brasileres van participar amb el 30% dels ingresos per entrades venudes al país, que corresponia a uns 120 milions d’entrades.
Capitanejats per Boca do Lixo, que fou responsable de prop de 2/3 dels títols brasilers produïts de mitjana anualment als anys setanta, la pornochanchada va tenir la proesa de construir una mena de star system brasiler modest, però dinàmic, fins i tot sense comptar amb el força dels esquemes publicitaris i de les cadenes de televisió, que van revelar actrius com Nicole Puzzi, Zaira Bueno, Vera Fischer, Matilde Mastrangi, Helena Ramos, Arlete Moreira, Aldine Müller, entre d'altres, o van seduir les ja conegudes Sandra Bréa, Kate Lyra i fins i tot Ira de Furstenberg. Entre els actors, el nom més important del gènere era David Cardoso, que també era un productor competent.

### Declivi i final
A principis dels vuitanta, la pornochanchada ja mostrava signes d’esgotament estètic i econòmic. El seu declivi com a gènere cinematogràfic va coincidir amb la crisi econòmica que va afectar el Brasil en aquest període, que va afectar dràsticament la caiguda del públic, tant per a pel·lícules nacionals com per a les estrangeres, als cinemes del país.
Al mateix temps la pornografia hardcore estatunidenca va prendre part del mercat brasiler que pertanyia a pornochanchadas.Amb la competència estrangera, els productors brasilers van dubtar però es van adherir a la creació de pel·lícules de sexe explícit, que tenien com a marc "Coisas eróticas" (de Raffaele Rossi). L’èxit del primer porno nacional, l’audiència del qual va superar els 4 milions d’espectadors al Brasil, va donar un impuls a la realització de noves produccions nacionals. Alguns professionals de Boca do Lixoes van unir a l’ona hardcore brasilera, encara que amb pseudònims, com Alfredo Sternheim, Álvaro Moya, Antônio Meliande, David Cardoso, Fauzi Mansur, José Mojica Marins, Ody Fraga, entre d'altres. La majoria d'actrius de pornochanchada més conegudes pel públic es van negar a participar en les pel·lícules hardcore, i les poques que van acceptar van ser "doblades" en escenes de sexe explícit.
Amb una producció de menor cost i una qualitat pitjor que la pornochanchada, les pel·lícules sexualment explícites van dominar una gran part del mercat, amb una producció considerable segons els estàndards nacionals, marcant l'etapa final de la producció cinematogràfica a Boca do Lixo i al final melancòlic de la pornochanchada.